# Giovanni Antonio di Amato il Giovane
Giovanni Antonio di Amato il Giovane (Napoli, 1535 – 1598 circa) è stato un pittore italiano del periodo manierista, attivo principalmente nella sua città natale.

## Biografia
Figlio del fratello del pittore Giovanni Antonio Amato il vecchio, sposò la pittrice Mariangiola Criscuolo. Alla morte di suo zio, entrò nella bottega di Giovanni Bernardo Lama, anch'egli allievo di suo zio. Ebbe due figlie e un figlio. 